# Maynardville
|  | Dieser Artikel wurde aufgrund von inhaltlichen Mängeln auf der Qualitätssicherungsseite des Projektes USA eingetragen. Hilf mit, die Qualität dieses Artikels auf ein akzeptables Niveau zu bringen, und beteilige dich an der Diskussion! Eine nähere Beschreibung der zu behebenden Mängel fehlt. |

Maynardville ist eine City im und County Seat von Union County im US-Bundesstaat Tennessee. Das U.S. Census Bureau hat bei der Volkszählung 2020 eine Einwohnerzahl von 2.456 auf einer Fläche von 14,0 km² ermittelt. Die Bevölkerungsdichte liegt bei 175 Einwohnern je km².

## Demografie
Die bei der Volkszählung im Jahr 2000 ermittelten 1.782 Einwohner von Maynardville lebten in 683 Haushalten; darunter waren 463 Familien. Die Bevölkerungsdichte betrug 127 pro Quadratkilometer. Im Ort wurden 769 Wohneinheiten erfasst. Ethnisch betrachtet setzte sich die Bevölkerung zusammen aus 98,4 Prozent Weißen, 0,2 Prozent Afroamerikanern und 0,2 Prozent von anderen Ethnien; 1,3 Prozent gaben die Zugehörigkeit zu mehreren Ethnien an.
Unter den 683 Haushalten hatten 37 Prozent Kinder unter 18 Jahren; 50 Prozent waren verheiratete zusammenlebende Paare. 29 Prozent der Haushalte waren Singlehaushalte. Die durchschnittliche Haushaltsgröße war 2,46, die durchschnittliche Familiengröße 3,03 Personen.
Die Bevölkerung verteilte sich auf 26,9 Prozent unter 18 Jahren, 8,0 Prozent von 18 bis 24 Jahren, 32,7 Prozent von 25 bis 44 Jahren, 18,6 Prozent von 45 bis 64 Jahren und 13,9 Prozent von 65 Jahren oder älter. Der Median des Alters betrug 34 Jahre.
Der Median des Haushaltseinkommens betrug 23.077 $, der Median des Familieneinkommens 30.398 $. Das Pro-Kopf-Einkommen in Maynardville betrug 12.168 $. Unter der Armutsgrenze lebten 26,4 Prozent der Bevölkerung.